# Озёрки (Духовницкий район)
Озёрки — село в Духовницком районе Саратовской области, в составе сельского поселения Дмитриевское муниципальное образование.
Население — 504 (2010).

## История
Основано в 1718 году
В Списке населённых мест Российской империи по сведениям за 1859 год упоминается как владельческая деревня Озёрки (она же Сергеевка), расположенная при реке Стерихе между Волгским и Хвалынскими трактами на расстоянии 48 вёрст от уездного города. Деревня относилась к Николаевскому уезду Самарской губернии. В населённом пункте имелось 130 дворов, завод.
После крестьянской реформы Озёрки стала волостным селом Горяйновской волости. В 1887 году в селе открылась одноклассная церковно-приходская школа для мальчиков. Согласно Списку населённых мест Самарской губернии по сведениям за 1889 год в селе насчитывалось 253 двора, проживали 1525 жителей, русские раскольнического и православного вероисповедания. Земельный надел составлял 691 десятина удобной и 62 десятины неудобной земли, имелись молитвенный дом, 8 ветряных мельниц.
В 1896 году в Озёрках открылась церковно-приходская школа, в 1898 году появилась единоверческая церковь с одним престолом во имя Николая Чудотворца. Согласно переписи 1897 года в деревне проживали 1355 жителей, из них старообрядцев - 1229.
В 1908 году озёрской общиной раскольников австрийского толка была построена своя церковь. Согласно Списку населённых мест Самарской губернии 1910 года в селе проживали 921 мужчина и 882 женщины, в селе имелись 2 церкви, мечеть, церковно-приходская школа.
В гражданскую войну летом 1918 года в районе Озёрков велись ожесточённые бои между красными и белыми, в первую очередь чехами, к которым также примкнули местные крестьяне. Контрреволюционеры некоторое время удерживали село, но были в итоге разбиты 3-м батальоном 1-го Николаевского полка под командованием П. Баулина. В 1926 году в Озёрках, ставших центром Озёрского сельсовета, насчитывалось 295 дворов, проживали 639 мужчин и 733 женщины, работала школа 1-й ступени. Обе церкви вскоре были закрыты и впоследствии разрушены.
В годы Великой Отечественной войны погибли 127 жителей (из 212 ушедших на фронт). В поздний советский период село входило в Липовский сельсовет и являлось центральной усадьбой откормсовхоза "Баулинский" .

## Физико-географическая характеристика
Село находится в Заволжье, на реке Стерех, на высоте около 40 метров над уровнем моря. Почвы - чернозёмы южные.
Село расположено примерно в 17 км по прямой к юго-востоку от районного центра посёлка Духовницкое. По автомобильным дорогам расстояние до районного центра составляет 23 км, до города Балаково - 84 км, до областного центра города Саратов - 250 км, до Самары - 260 км.
Часовой пояс
Озёрки, как и вся Саратовская область, находится в часовой зоне МСК+1. Смещение применяемого времени относительно UTC составляет +4:00.

## Население
Динамика численности населения по годам:
| Годы      | 1889 | 1897 | 1910 | 1926 | 2002 |
| --------- | ---- | ---- | ---- | ---- | ---- |
| Население | 1525 | 1355 | 1803 | 1372 | 542  |

| 2002 | 2010 |
| ---- | ---- |
| 542  | ↘504 |

Национальный состав
Согласно результатам переписи 2002 года русские составляли 87 % населения села.